# Katarina Srebotnik
Katarina Srebotnik (Slovenj Gradec, 12 marzo 1981) è un'ex tennista slovena.

## Carriera
In carriera si è aggiudicata 4 titoli WTA in singolare e 39 in doppio, specialità nella quale è stata anche numero uno del mondo nel luglio 2011 vincendo 6 tornei del Grande Slam tra doppio e doppio misto.
Ha rappresentato la Slovenia alle Olimpiadi sia in singolare (ad Atene 2004, uscendo al secondo turno) che in doppio (con il secondo turno ai Giochi Olimpici di Londra nel 2012 come miglior risultato).
Vive dividendosi tra il suo Paese di origine e gli Emirati Arabi Uniti, a Dubai.

## Statistiche

### Singolare

#### Vittorie (4)
| Legenda         |
| --------------- |
| Grande Slam (0) |
| WTA Finals (0)  |
| Tier I (0)      |
| Tier II (0)     |
| Tier III (1)    |
| Tier IV (3)     |
| Tier V (0)      |

| No. | Data           | Torneo                              | Superficie  | Avversaria in finale | Punteggio     |
| 1.  | 11 aprile 1999 | Estoril Open, Estoril               | Terra rossa | Rita Kuti-Kis        | 6-3, 6-1      |
| 2.  | 3 marzo 2002   | Abierto Mexicano Telcel, Acapulco   | Terra rossa | Paola Suárez         | 6-7, 6-4, 6-2 |
| 3.  | 8 gennaio 2005 | ASB Classic, Auckland               | Cemento     | Shinobu Asagoe       | 5-7, 7-5, 6-4 |
| 4.  | 14 agosto 2005 | Nordea Nordic Light Open, Stoccolma | Cemento     | Anastasija Myskina   | 7-5, 6-2      |

#### Sconfitte (6)
| Legenda         |
| --------------- |
| Grande Slam (0) |
| WTA Finals (0)  |
| Tier I (0)      |
| Tier II (0)     |
| Tier III (3)    |
| Tier IV (2)     |
| Tier V (1)      |

| No. | Data              | Torneo                                       | Superficie  | Avversaria in finale    | Punteggio        |
| 1.  | 24 febbraio 2002  | Copa Colsanitas, Bogotà                      | Terra rossa | Fabiola Zuluaga         | 1-6, 4-6         |
| 2.  | 13 luglio 2003    | Internazionali Femminili di Palermo, Palermo | Terra rossa | Dinara Safina           | 3-6, 4-6         |
| 3.  | 25 settembre 2005 | Banka Koper Slovenia Open, Portorož          | Cemento     | Klára Koukalová         | 2-6, 6-4, 3-6    |
| 4.  | 25 luglio 2006    | Western & Southern Open, Cincinnati          | Cemento     | Vera Zvonarëva          | 2-6, 4-6         |
| 5.  | 23 settembre 2007 | Banka Koper Slovenia Open, Portorož (2)      | Cemento     | Tatiana Golovin         | 6-2, 4-6, 4-6    |
| 6.  | 25 maggio 2008    | Internationaux de Strasbourg, Strasburgo     | Terra rossa | Anabel Medina Garrigues | 6-4, 6(4)-7, 0-6 |

### Doppio

#### Vittorie (39)
| Legenda: Prima del 2009 | Legenda: Dal 2009     |
| ----------------------- | --------------------- |
| Grande Slam (1)         |                       |
| WTA Finals (0)          |                       |
| Tier I (4)              | Premier Mandatory (3) |
| Tier II (4)             | Premier 5 (2)         |
| Tier III (4)            | Premier (10)          |
| Tier IV (8)             | International (3)     |
| Tier V (0)              | International (3)     |

| No. | Data              | Torneo                                         | Superficie    | Partner             | Avversarie in finale                           | Punteggio           |
| 1.  | 19 aprile 1998    | Makarska International Championships, Macarsca | Terra rossa   | Tina Križan         | Karin Kschwendt Evgenija Kulikovskaja          | 7-6(3), 6-1         |
| 2.  | 16 maggio 1999    | Proximus Diamond Games, Anversa                | Cemento (i)   | Laura Golarsa       | Louise Pleming Meghann Shaughnessy             | 6-4, 6-2            |
| 3.  | 18 luglio 1999    | Internazionali Femminili di Palermo, Palermo   | Terra rossa   | Tina Križan         | Åsa Svensson Sonya Jeyaseelan                  | 4-6, 6-3, 6-0       |
| 4.  | 16 aprile 2000    | Estoril Open, Estoril                          | Terra rossa   | Tina Križan         | Amanda Hopmans Cristina Torrens Valero         | 6-0, 7-6(9)         |
| 5.  | 10 settembre 2001 | Waikoloa Championships, Waikoloa               | Cemento       | Tina Križan         | Els Callens Nicole Pratt                       | 6-2, 6-3            |
| 6.  | 17 febbraio 2003  | Copa Sony Ericsson Colsanitas, Bogotà          | Terra rossa   | Åsa Svensson        | Tina Križan Tetjana Perebyjnis                 | 6-2, 6-1            |
| 7.  | 4 ottobre 2004    | Japan Open Tennis Championships, Tokyo         | Cemento       | Shinobu Asagoe      | Jennifer Hopkins Mashona Washington            | 6-1, 6-4            |
| 8.  | 3 gennaio 2005    | ASB Classic, Auckland                          | Cemento       | Shinobu Asagoe      | Leanne Baker Francesca Lubiani                 | 6-3, 6-3            |
| 9.  | 25 luglio 2005    | GDF SUEZ Grand Prix, Budapest                  | Terra rossa   | Émilie Loit         | Lourdes Domínguez Lino Marta Marrero           | 6-1, 3-6, 6-2       |
| 10. | 8 agosto 2005     | Nordea Nordic Light Open, Stoccolma            | Cemento       | Émilie Loit         | Eva Birnerová Mara Santangelo                  | 6-4, 6-3            |
| 11. | 24 ottobre 2005   | Gaz de France Stars, Hasselt                   | Cemento (i)   | Émilie Loit         | Michaëlla Krajicek Ágnes Szávay                | 6-3, 6-4            |
| 12. | 13 febbraio 2006  | Proximus Diamond Games, Anversa (2)            | Cemento (i)   | Dinara Safina       | Stéphanie Foretz Gacon Michaëlla Krajicek      | 6-1, 6-1            |
| 13. | 3 aprile 2006     | MPS Group Championships, Amelia Island         | Terra verde   | Shinobu Asagoe      | Liezel Huber Sania Mirza                       | 6-2, 6-4            |
| 14. | 1º gennaio 2007   | Australian Women's Hardcourt, Gold Coast       | Cemento       | Dinara Safina       | Iveta Benešová Galina Voskoboeva               | 6-3, 6-4            |
| 15. | 8 aprile 2007     | MPS Group Championships, Amelia Island (2)     | Terra verde   | Mara Santangelo     | Anabel Medina Garrigues Virginia Ruano Pascual | 6-3, 7-6(4)         |
| 16. | 19 agosto 2007    | Rogers Cup, Toronto                            | Cemento       | Ai Sugiyama         | Cara Black Liezel Huber                        | 6-4, 2-6, [10-5]    |
| 17. | 6 aprile 2008     | Sony Ericsson Open, Miami                      | Cemento       | Ai Sugiyama         | Cara Black Liezel Huber                        | 7-5, 4-6, [10-3]    |
| 18. | 20 aprile 2008    | Family Circle Cup, Charleston                  | Terra verde   | Ai Sugiyama         | Edina Gallovits Vol'ha Havarcova               | 6-2, 6-2            |
| 19. | 12 ottobre 2008   | Kremlin Cup, Mosca                             | Sintetico (i) | Nadia Petrova       | Cara Black Liezel Huber                        | 6-4, 6-4            |
| 20. | 26 ottobre 2008   | Generali Ladies Linz, Linz                     | Cemento (i)   | Ai Sugiyama         | Cara Black Liezel Huber                        | 6-4, 7-5            |
| 21. | 18 ottobre 2009   | Generali Ladies Linz, Linz (2)                 | Cemento (i)   | Anna-Lena Grönefeld | Klaudia Jans-Ignacik Alicja Rosolska           | 6-1, 6-4            |
| 22. | 20 marzo 2010     | BNP Paribas Open, Indian Wells                 | Cemento (i)   | Květa Peschke       | Nadia Petrova Samantha Stosur                  | 6-4, 2-6, [10-5]    |
| 23. | 28 agosto 2010    | Pilot Pen Tennis, New Haven                    | Cemento       | Květa Peschke       | Bethanie Mattek-Sands Meghann Shaughnessy      | 7-5, 6-0            |
| 24. | 8 gennaio 2011    | ASB Classic, Auckland (2)                      | Cemento       | Květa Peschke       | Sofia Arvidsson Marina Eraković                | 6-3, 6-0            |
| 25. | 26 febbraio 2011  | Qatar Ladies Open, Doha                        | Cemento       | Květa Peschke       | Liezel Huber Nadia Petrova                     | 7-5, 6(2)–7, [10-8] |
| 26. | 18 giugno 2011    | AEGON International, Eastbourne                | Erba          | Květa Peschke       | Liezel Huber Lisa Raymond                      | 6-3, 6-0            |
| 27. | 2 luglio 2011     | Torneo di Wimbledon, Londra                    | Erba          | Květa Peschke       | Sabine Lisicki Samantha Stosur                 | 6-3, 6-1            |
| 28. | 7 agosto 2011     | San Diego Open, San Diego                      | Cemento       | Květa Peschke       | Raquel Kops-Jones Abigail Spears               | 6-0, 6-2            |
| 29. | 8 ottobre 2011    | China Open, Pechino                            | Cemento       | Květa Peschke       | Gisela Dulko Flavia Pennetta                   | 6-3, 6-4            |
| 30. | 13 gennaio 2012   | Apia International Sydney, Sydney              | Cemento       | Květa Peschke       | Liezel Huber Lisa Raymond                      | 6-1, 4-6, [13-11]   |
| 31. | 11 gennaio 2013   | Apia International Sydney, Sydney (2)          | Cemento       | Nadia Petrova       | Sara Errani Roberta Vinci                      | 6-3, 6-4            |
| 32. | 31 marzo 2013     | Sony Ericsson Open, Miami (2)                  | Cemento       | Nadia Petrova       | Lisa Raymond Laura Robson                      | 6-1, 7-6(2)         |
| 33. | 22 giugno 2013    | AEGON International, Eastbourne (2)            | Erba          | Nadia Petrova       | Monica Niculescu Klára Zakopalová              | 6-3, 6-3            |
| 34. | 11 agosto 2013    | Rogers Cup, Montreal (2)                       | Cemento       | Jelena Janković     | Anna-Lena Grönefeld Květa Peschke              | 5-7, 6-2, [10-6]    |
| 35. | 18 maggio 2014    | Internazionali d'Italia, Roma                  | Terra rossa   | Květa Peschke       | Sara Errani Roberta Vinci                      | 4-0, rit.           |
| 36. | 27 giugno 2015    | AEGON International, Eastbourne (3)            | Erba          | Caroline Garcia     | Chan Yung-jan Zheng Jie                        | 7-6(5), 6-2         |
| 37. | 18 febbraio 2017  | Qatar Total Open, Doha (2)                     | Cemento       | Abigail Spears      | Ol'ga Savčuk Jaroslava Švedova                 | 6-3, 7-6(7)         |
| 38. | 8 aprile 2018     | Volvo Car Open, Charleston (2)                 | Terra verde   | Alla Kudrjavceva    | Andreja Klepač María José Martínez Sánchez     | 6-3, 6-3            |
| 39. | 26 maggio 2018    | Nürnberger Versicherungscup, Norimberga        | Terra rossa   | Demi Schuurs        | Kirsten Flipkens Johanna Larsson               | 3-6, 6-3, [10-7]    |

#### Sconfitte (42)
| Legenda: Prima del 2009 | Legenda: Dal 2009     |
| ----------------------- | --------------------- |
| Grande Slam (4)         |                       |
| WTA Finals (3)          |                       |
| Tier I (2)              | Premier Mandatory (2) |
| Tier II (3)             | Premier 5 (8)         |
| Tier III (6)            | Premier (8)           |
| Tier IV (4)             | International (1)     |
| Tier V (1)              | International (1)     |

| No. | Data              | Torneo                                               | Superficie      | Partner                 | Avversarie in finale                               | Punteggio         |
| 1.  | 12 luglio 1998    | WTA Austrian Open, Maria Lankowitz                   | Terra rossa     | Tina Križan             | Laura Montalvo Paola Suárez                        | 1–6, 2–6          |
| 2.  | 26 settembre 1999 | BGL Luxembourg Open, Lussemburgo                     | Cemento         | Tina Križan             | Irina Spîrlea Caroline Vis                         | 1–6, 2–6          |
| 3.  | 7 maggio 2000     | Croatian Bol Ladies Open, Bol                        | Terra rossa     | Tina Križan             | Julie Halard-Decugis Corina Morariu                | 2–6, 2–6          |
| 4.  | 15 ottobre 2000   | Japan Open Tennis Championships, Tokyo               | Cemento         | Tina Križan             | Julie Halard-Decugis Corina Morariu                | 1–6, 2–6          |
| 5.  | 19 novembre 2000  | Pattaya Women's Open, Pattaya                        | Cemento         | Tina Križan             | Yayuk Basuki Caroline Vis                          | 3–6, 3–6          |
| 6.  | 15 aprile 2001    | Portugal Open, Estoril                               | Terra rossa     | Tina Križan             | Květa Hrdličková Barbara Rittner                   | 6–3, 5–7, 1–6     |
| 7.  | 19 agosto 2001    | Rogers Cup, Toronto                                  | Cemento         | Tina Križan             | Kimberly Po-Messerli Nicole Pratt                  | 3–6, 1–6          |
| 8.  | 24 febbraio 2002  | Copa Colsanitas, Bogotà                              | Terra rossa     | Tina Križan             | Virginia Ruano Pascual Paola Suárez                | 2–6, 1–6          |
| 9.  | 3 marzo 2002      | Abierto Mexicano Telcel, Acapulco                    | Terra rossa     | Tina Križan             | Virginia Ruano Pascual Paola Suárez                | 5–7, 1–6          |
| 10. | 11 aprile 2004    | Grand Prix SAR La Princesse Lalla Meryem, Casablanca | Terra rossa     | Els Callens             | Marion Bartoli Émilie Loit                         | 4–6, 2–6          |
| 11. | 23 maggio 2004    | Internationaux de Strasbourg, Strasburgo             | Terra rossa     | Tina Križan             | Lisa McShea Milagros Sequera                       | 4–6, 1–6          |
| 12. | 25 settembre 2005 | Banka Koper Slovenia Open, Portorose                 | Cemento         | Jelena Kostanić         | Anabel Medina Garrigues Roberta Vinci              | 4–6, 7–5, 2–6     |
| 13. | 7 maggio 2006     | Warsaw Open, Varsavia                                | Terra rossa     | Anabel Medina Garrigues | Elena Lichovceva Anastasija Myskina                | 3–6, 4–6          |
| 14. | 8 settembre 2006  | US Open, New York                                    | Cemento         | Dinara Safina           | Nathalie Dechy Vera Zvonarëva                      | 6–7, 5–7          |
| 15. | 22 ottobre 2006   | Open di Zurigo, Zurigo                               | Cemento         | Liezel Huber            | Cara Black Rennae Stubbs                           | 5–7, 5–7          |
| 16. | 29 ottobre 2006   | Generali Ladies Linz, Linz                           | Cemento         | Corina Morariu          | Lisa Raymond Samantha Stosur                       | 3–6, 0–6          |
| 17. | 25 maggio 2007    | Open di Francia, Parigi                              | Terra rossa     | Ai Sugiyama             | Alicia Molik Mara Santangelo                       | 6–7, 4–6          |
| 18. | 24 giugno 2007    | Torneo di Wimbledon, Londra                          | Erba            | Ai Sugiyama             | Cara Black Liezel Huber                            | 6–3, 3–6, 2–6     |
| 19. | 28 ottobre 2007   | Generali Ladies Linz, Linz (2)                       | Cemento         | Ai Sugiyama             | Cara Black Liezel Huber                            | 2–6, 6–3, [8–10]  |
| 20. | 5 novembre 2007   | WTA Tour Championships, Madrid                       | Cemento         | Ai Sugiyama             | Cara Black Liezel Huber                            | 7–5, 3–6, [8–10]  |
| 21. | 21 febbraio 2010  | Dubai Tennis Championships, Dubai                    | Cemento         | Květa Peschke           | Nuria Llagostera Vives María José Martínez Sánchez | 6(5)–7, 4–6       |
| 22. | 24 aprile 2010    | Porsche Tennis Grand Prix, Stoccarda                 | Cemento         | Květa Peschke           | Gisela Dulko Flavia Pennetta                       | 6–3, 6–7, [5–10]  |
| 23. | 25 maggio 2010    | Open di Francia, Parigi (2)                          | Terra rossa     | Květa Peschke           | Serena Williams Venus Williams                     | 2–6, 3–6          |
| 24. | 23 agosto 2010    | Rogers Cup, Montreal (2)                             | Cemento         | Květa Peschke           | Gisela Dulko Flavia Pennetta                       | 5–7, 6–3, [10–12] |
| 25. | 17 ottobre 2010   | Generali Ladies Linz, Linz (3)                       | Cemento (i)     | Květa Peschke           | Renata Voráčová Barbora Záhlavová-Strýcová         | 5–7, 6(6)–7       |
| 26. | 31 ottobre 2010   | WTA Tour Championships, Doha (2)                     | Cemento         | Květa Peschke           | Gisela Dulko Flavia Pennetta                       | 5–7, 4–6          |
| 27. | 14 gennaio 2011   | Medibank International Sydney, Sydney                | Cemento         | Květa Peschke           | Iveta Benešová Barbora Záhlavová-Strýcová          | 6–4, 4–6, [7–10]  |
| 28. | 20 febbraio 2011  | Dubai Tennis Championships, Dubai (2)                | Cemento         | Květa Peschke           | Liezel Huber María José Martínez Sánchez           | 6(5)–7, 3–6       |
| 29. | 7 maggio 2011     | Mutua Madrid Open, Madrid                            | Terra rossa     | Květa Peschke           | Viktoryja Azaranka Marija Kirilenko                | 4–6, 3–6          |
| 30. | 30 ottobre 2011   | WTA Tour Championships, Istanbul (3)                 | Cemento (i)     | Květa Peschke           | Liezel Huber Lisa Raymond                          | 4–6, 4–6          |
| 31. | 12 agosto 2012    | Rogers Cup, Montreal (3)                             | Cemento         | Nadia Petrova           | Klaudia Jans-Ignacik Kristina Mladenovic           | 5–7, 6–2, [7–10]  |
| 32. | 19 agosto 2012    | Western & Southern Open, Cincinnati                  | Cemento         | Zheng Jie               | Andrea Hlaváčková Lucie Hradecká                   | 1–6, 3–6          |
| 33. | 17 febbraio 2013  | Qatar Total Open, Doha                               | Cemento         | Nadia Petrova           | Sara Errani Roberta Vinci                          | 6–2, 3–6, [6–10]  |
| 34. | 23 febbraio 2013  | Dubai Tennis Championships, Dubai (3)                | Cemento         | Nadia Petrova           | Bethanie Mattek-Sands Sania Mirza                  | 4–6, 6–2, [7–10]  |
| 35. | 16 marzo 2013     | BNP Paribas Open, Indian Wells                       | Cemento         | Nadia Petrova           | Ekaterina Makarova Elena Vesnina                   | 0–6, 7–5, [6–10]  |
| 36. | 24 agosto 2013    | New Haven Open at Yale, New Haven                    | Cemento         | Anabel Medina Garrigues | Sania Mirza Zheng Jie                              | 3-6, 4-6          |
| 37. | 16 febbraio 2014  | Qatar Total Open, Doha (2)                           | Cemento         | Květa Peschke           | Hsieh Su-wei Peng Shuai                            | 4-6, 0-6          |
| 38. | 10 gennaio 2015   | Brisbane International, Brisbane                     | Cemento         | Caroline Garcia         | Martina Hingis Sabine Lisicki                      | 2–6, 5–7          |
| 39. | 26 aprile 2015    | Porsche Tennis Grand Prix, Stoccarda (2)             | Terra rossa     | Caroline Garcia         | Bethanie Mattek-Sands Lucie Šafářová               | 4–6, 3–6          |
| 40. | 16 agosto 2015    | Rogers Cup, Toronto (4)                              | Cemento         | Caroline Garcia         | Bethanie Mattek-Sands Lucie Šafářová               | 1–6, 2–6          |
| 41. | 30 aprile 2017    | Porsche Tennis Grand Prix, Stoccarda (3)             | Terra rossa (i) | Abigail Spears          | Raquel Atawo Jeļena Ostapenko                      | 4-6, 4-6          |
| 42. | 4 febbraio 2018   | St. Petersburg Ladies Trophy, San Pietroburgo        | Cemento (i)     | Alla Kudrjavceva        | Timea Bacsinszky Vera Zvonarëva                    | 6-2, 1-6, [3-10]  |

### Doppio misto

#### Vittorie (5)
| Tornei del Grande Slam  |
| ----------------------- |
| Australian Open (1)     |
| Open di Francia (3)     |
| Torneo di Wimbledon (0) |
| US Open (1)             |

| N. | Anno             | Torneo                      | Superficie  | Compagno       | Avversari in finale              | Punteggio        |
| 1. | 4 giugno 1999    | Open di Francia, Parigi     | Terra rossa | Piet Norval    | Larisa Neiland Rick Leach        | 6-3, 3-6, 6-3    |
| 2. | 5 settembre 2003 | US Open, New York           | Cemento     | Bob Bryan      | Lina Krasnoruckaja Daniel Nestor | 5-7, 7-5, 7-6    |
| 3. | 9 giugno 2006    | Open di Francia, Parigi (2) | Terra rossa | Nenad Zimonjić | Elena Lichovceva Daniel Nestor   | 7-5, 6-3         |
| 4. | 4 giugno 2010    | Open di Francia, Parigi (3) | Terra rossa | Nenad Zimonjić | Jaroslava Švedova Julian Knowle  | 4-6, 7-6, [11-9] |
| 5. | 28 gennaio 2011  | Australian Open, Melbourne  | Cemento     | Daniel Nestor  | Chan Yung-jan Paul Hanley        | 6-3, 3-6, [10-7] |

#### Sconfitte (6)
| Tornei del Grande Slam  |
| ----------------------- |
| Australian Open (0)     |
| Open di Francia (3)     |
| Torneo di Wimbledon (1) |
| US Open (2)             |

| N. | Anno             | Torneo                      | Superficie  | Compagno       | Avversari in finale                | Punteggio           |
| 1. | 6 settembre 2002 | US Open, New York           | Cemento     | Bob Bryan      | Lisa Raymond Mike Bryan            | 6-7, 6-7            |
| 2. | 9 settembre 2005 | US Open, New York (2)       | Cemento     | Nenad Zimonjić | Daniela Hantuchová Mahesh Bhupathi | 4–6, 2–6            |
| 3. | 8 giugno 2007    | Open di Francia, Parigi     | Terra rossa | Nenad Zimonjić | Nathalie Dechy Andy Ram            | 6-3, 6-4            |
| 4. | 6 giugno 2008    | Open di Francia, Parigi (2) | Terra rossa | Nenad Zimonjić | Viktoryja Azaranka Bob Bryan       | 2–6, 6(4)–7         |
| 5. | 4 luglio 2008    | Torneo di Wimbledon, Londra | Erba        | Mike Bryan     | Samantha Stosur Bob Bryan          | 5–7, 4–6            |
| 6. | 3 giugno 2011    | Open di Francia, Parigi (3) | Terra rossa | Nenad Zimonjić | Casey Dellacqua Scott Lipsky       | 6(6)–7, 6–4, [7–10] |

## Risultati in progressione
| Sigla | Risultato               |
| ----- | ----------------------- |
| V     | Vincitore               |
| F     | Finalista               |
| SF    | Semifinalista           |
| O     | Oro olimpico            |
| A     | Argento olimpico        |
| SF    | Bronzo olimpico         |
| QF    | Quarti di Finale        |
| 4T    | Quarto turno            |
| 3T    | Terzo turno             |
| 2T    | Secondo turno           |
| 1T    | Primo turno             |
| RR    | Round Robin             |
| LQ    | Turno di qualificazione |
| A     | Assente                 |
| ND    | Non disputato           |

| Legenda superfici    |
| -------------------- |
| Cemento              |
| Terra battuta        |
| Erba                 |
| Superficie variabile |

### Singolare nei tornei del Grande Slam
| Torneo          | 1998 | 1999 | 2000 | 2001 | 2002 | 2003 | 2004 | 2005 | 2006 | 2007 | 2008 | 2009 | 2010 | 2011 | 2012 | 2013 | 2014 | 2015 | 2016 | 2017 | V--S  |
| --------------- | ---- | ---- | ---- | ---- | ---- | ---- | ---- | ---- | ---- | ---- | ---- | ---- | ---- | ---- | ---- | ---- | ---- | ---- | ---- | ---- | ----- |
| Australian Open | A    | A    | 1T   | A    | 2T   | 3T   | 1T   | 1T   | 2T   | 3T   | 3T   | A    | A    | A    | A    | A    | A    | A    | A    | A    | 8-8   |
| Open di Francia | A    | 2T   | 2T   | 2T   | 4T   | 2T   | 3T   | 1T   | 3T   | 3T   | 4T   | A    | 1T   | A    | A    | A    | A    | A    | A    | A    | 16-11 |
| Wimbledon       | A    | 1T   | 1T   | A    | 1T   | 2T   | 2T   | 3T   | 3T   | 3T   | 1T   | A    | A    | A    | A    | A    | A    | A    | A    | A    | 8-9   |
| US Open         | A    | 1T   | 1T   | 2T   | 2T   | 2T   | 2T   | 2T   | 3T   | 2T   | 4T   | 1T   | A    | A    | A    | A    | A    | A    | A    | A    | 11-11 |
| Totale          | 0-0  | 1-3  | 1-4  | 2-2  | 5-4  | 5-4  | 4-4  | 3-4  | 7-4  | 7-4  | 8-4  | 0-1  | 0-1  | 0-0  | 0-0  | 0-0  | 0-0  | 0-0  | 0-0  | 0-0  | 43-39 |

### Doppio nei tornei del Grande Slam
| Torneo          | 1998 | 1999 | 2000 | 2001 | 2002 | 2003 | 2004 | 2005 | 2006 | 2007 | 2008 | 2009 | 2010 | 2011 | 2012 | 2013 | 2014 | 2015 | 2016 | 2017 | V--S   |
| --------------- | ---- | ---- | ---- | ---- | ---- | ---- | ---- | ---- | ---- | ---- | ---- | ---- | ---- | ---- | ---- | ---- | ---- | ---- | ---- | ---- | ------ |
| Australian Open | A    | A    | 1T   | 2T   | QF   | 1T   | 3T   | 3T   | SF   | 3T   | 2T   | A    | A    | SF   | 2T   | 3T   | SF   | 3T   | 2T   | 3T   | 31-16  |
| Open di Francia | 2T   | 3T   | 2T   | 1T   | 1T   | 2T   | 2T   | QF   | 1T   | F    | 2T   | A    | F    | QF   | QF   | SF   | QF   | 3T   | 3T   |      | 37-18  |
| Wimbledon       | 2T   | SF   | 1T   | 2T   | QF   | 2T   | 1T   | 3T   | 1T   | F    | 2T   | A    | QF   | V    | 2T   | QF   | 1T   | 2T   | 1T   |      | 32-17  |
| US Open         | 1T   | 2T   | 2T   | QF   | 1T   | 3T   | 2T   | 3T   | F    | QF   | SF   | 2T   | 3T   | QF   | 1T   | QF   | QF   | QF   | QF   |      | 40-19  |
| Totale          | 2-3  | 7-3  | 2-4  | 5-4  | 6-4  | 4-4  | 4-4  | 9-4  | 9-4  | 15-4 | 7-4  | 1-1  | 10-3 | 16-3 | 5-4  | 12-4 | 10-4 | 8-4  | 6-4  | 2-1  | 140-70 |

### Doppio misto nei tornei del Grande Slam
| Torneo          | 1998 | 1999 | 2000 | 2001 | 2002 | 2003 | 2004 | 2005 | 2006 | 2007 | 2008 | 2009 | 2010 | 2011 | 2012 | 2013 | 2014 | 2015 | 2016 | 2017 |
| --------------- | ---- | ---- | ---- | ---- | ---- | ---- | ---- | ---- | ---- | ---- | ---- | ---- | ---- | ---- | ---- | ---- | ---- | ---- | ---- | ---- |
| Australian Open | A    | A    | 1T   | 1T   | QF   | 1T   | 1T   | 2T   | 1T   | A    | A    | A    | A    | V    | A    | 2T   | 3T   | QF   | QF   | 1T   |
| Open di Francia | A    | V    | 2T   | 1T   | SF   | QF   | QF   | 2T   | V    | F    | F    | A    | V    | F    | 2T   | QF   | QF   | SF   | 1T   |      |
| Wimbledon       | A    | 3T   | 1T   | 3T   | QF   | A    | A    | 3T   | QF   | A    | F    | A    | 3T   | 3T   | SF   | SF   | 2T   | QF   | QF   |      |
| US Open         | A    | 1T   | 1T   | 1T   | F    | V    | A    | F    | 2T   | A    | QF   | A    | 2T   | 2T   | 1T   | 2T   | QF   | 1T   | 1T   |      |

## Vittorie contro giocatrici Top 10
| Stagione | 2002 | 2003 | 2004 | 2005 | 2006 | 2007 | 2008 | Totale |
| Vittorie | 1    | 0    | 0    | 1    | 2    | 1    | 5    | 10     |

| #    | Giocatrice             | Ranking | Evento                               | Superficie  | Turno | Punteggio        | Rank. KSR |
| ---- | ---------------------- | ------- | ------------------------------------ | ----------- | ----- | ---------------- | --------- |
| 2002 |                        |         |                                      |             |       |                  |           |
| 1.   | Kim Clijsters          | 6       | LA Tennis Championships, Los Angeles | Cemento     | 2T    | 6-4, 2-6, 6-4    | 43        |
| 2005 |                        |         |                                      |             |       |                  |           |
| 2.   | Amélie Mauresmo        | 4       | Zurich Open, Zurigo                  | Cemento (i) | 2T    | 6-2, 6-0         | 43        |
| 2006 |                        |         |                                      |             |       |                  |           |
| 3.   | Patty Schnyder         | 8       | Cincinnati Open, Cincinnati          | Cemento     | SF    | 4-6, 6-3, 7-6(6) | 26        |
| 4.   | Elena Dement'eva (1)   | 7       | Zurich Open, Zurigo                  | Cemento (i) | 2T    | 6-1, 6-4         | 24        |
| 2007 |                        |         |                                      |             |       |                  |           |
| 5.   | Svetlana Kuznecova (1) | 4       | Sydney International, Sydney         | Cemento     | 2T    | 6-2, rit.        | 23        |
| 2008 |                        |         |                                      |             |       |                  |           |
| 6.   | Anna Čakvetadze        | 6       | Sydney International, Sydney         | Cemento     | 1T    | 7-5, 6-1         | 28        |
| 7.   | Serena Williams        | 5       | Open di Francia, Parigi              | Terra rossa | 3T    | 6-4, 6-4         | 24        |
| 8.   | Svetlana Kuznecova (2) | 4       | US Open, New York                    | Cemento     | 3T    | 6-3, 6(1)-7, 6-3 | 28        |
| 9.   | Elena Dement'eva (2)   | 4       | Pan Pacific Open, Tokyo              | Cemento     | QF    | 6-3, 6-4         | 25        |
| 10.  | Agnieszka Radwańska    | 10      | Zurich Open, Zurigo                  | Cemento (i) | 2T    | 2-6, 7-6(6), 6-3 | 21        |